# Toni Pandolfo
Toni Pandolfo (Floridia, 26 agosto 1961) è un attore italiano.
Toni Pandolfo è nato in Sicilia. Si è formato artisticamente in Lombardia e attualmente risiede a Milano.

## Filmografia

### Cinema
- La cura del gorilla, regia di Carlo Arturo Sigon (2006)
- Signorina Effe, regia di Wilma Labate (2007)
- Vallanzasca - Gli angeli del male, regia di Michele Placido (2010)
- Rasputin, regia di Louis Nero (2011)
- Dracula 3D, regia di Dario Argento (2012)
- The Broken Key, regia di Louis Nero (2017)
- Shanda’s River, regia di Marco Rosson (2017)
- Siberia, regia di Abel Ferrara (2020)

### Televisione
- Camera Café, 5ª stagione, episodio Chi si firma è perduto (2011-12)
- The Bad Guy, regia di Giancarlo Fontana e Giuseppe G. Stasi - serie Prime Video, 4 episodi (2022-2024)
- Il Gattopardo, regia Tom Shankland, Laura Luchetti e Giuseppe Capotondi – miniserie TV, episodio 3 (2025)